# Neustadt an der Donau
Neustadt an der Donau (amtlich: Neustadt a.d.Donau) er en by i Landkreis Kelheim i Regierungsbezirk Niederbayern i den tyske delstat Bayern. Den er kendt for kurbyen Bad Gögging.

## Geografi
Til kommunen hører ud over Neustadt, landsbyerne Arresting, Bad Gögging, Deisenhofen, Eining, Geibenstetten, Haderfleck, Heiligenstadt, Hienheim, Irnsing, Irnsing-Steinbruch, Karpfenstein, Lina, Marching, Mauern, Mühlhausen, Niederulrain, Oberulrain, Schwaig, Sittling, Umbertshausen og Wöhr, i alt 21.
Landsbyerne er præget af at det er et landbrugsområde.

### Nabokommuner
Neustadts nabokommuner er Abensberg, Aiglsbach, Altmannstein, Biburg, Elsendorf, Kelheim, Mindelstetten, Münchsmünster, Pförring, Siegenburg og Train.

## Historie
Landsbyen Eining var allerede bebygget i Romertiden, fra år 80 til det 5. århundrede, og tjente som både militærbase og som civil bebyggelse; I den tid hed stedet Abusina. Grundmurene af Kastell Eining findes stadig. Selve byen blev grundlagt i 1273 af hertug Ludwig den Strenge, for sikre både Donaudalen og en overgang over floden.
Den historiske bykerne, med det kvadratiske grundrids stammer fra wittelsbacherne i det 13. århundrede. Der er stadig bevaret dele af denne befæstning, og enkelte tårne.